# 구천중학교
구천중학교(九川中學校)는 대한민국 경상북도 청송군 부남면 하속리에 있는 공립 중학교이다.

## 학교 연혁
- 1970년 10월 24일 : 청송중학교구천분교 인가
- 1973년 3월 1일 : 구천중학교 승격인가
- 1998년 3월 1일 : 부남초·구천중 통합 학교 운영
- 2002년 12월 30일 : 강당 건립(초·중 통합)
- 2005년 1월 24일 : 도 지정 초·중 통합 교육과정 시범학교 운영
- 2005년 3월 1일 : 벽지학교 재 지정('라'급지)
- 2024년 2월 8일 : 졸업식 초등학교 1명(90회, 누계 4,055명)
- 2024년 2월 8일 : 졸업식 중학교 4명(50회, 누계 2,420명)
- 2024년 3월 4일 : 입학식(초등학교 0명)
- 2024년 3월 4일 : 입학식(중학교 1명)

## 참고 자료
- 구천중학교 - 한국교육학술정보원 학교알리미